# Еван Рејчел Вуд
Еван Рејчел Вуд (енгл. Evan Rachel Wood) је америчка глумица и манекенка, рођена 7. септембра 1987. године у Ралију (Северна Каролина). Почела је са глумом 1990-тих. Позната је по улози свесног андроида Долорес Абернати у ТВ серији Западни Свет.